# Окемос (Мичиген)
Окемос (енгл. Okemos) насељено је место без административног статуса у америчкој савезној држави Мичиген.

## Демографија
По попису из 2010. године број становника је 21.369, што је 1.436 (-6,3%) становника мање него 2000. године.
| Група             | 2000.          | 2010.          |
| Белци             | 18.836 (82,6%) | 15.918 (74,5%) |
| Афроамериканци    | 958 (4,2%)     | 1.092 (5,1%)   |
| Азијати           | 1.980 (8,7%)   | 3.076 (14,4%)  |
| Хиспаноамериканци | 509 (2,2%)     | 701 (3,3%)     |
| Укупно            | 22.805         | 21.369         |